# 고귀한 희생
고귀한 희생(Cadaveri Eccellenti)은 이탈리아에서 제작된 프란체스코 로시 감독의 1976년 범죄, 스릴러, 미스터리 영화이다. 리노 벤추라 등이 주연으로 출연하였고 알베르토 그리말디 등이 제작에 참여하였다.

## 출연

### 주연
- 리노 벤추라
- 티노 카라로

### 조연
- 마르셀 보주피
- 파올로 보나첼리
- 알레인 커니
- 마리아 카르타
- 루이지 피스틸리
- 티나 오몽
- 레나토 살바토리
- 파올로 그라지오시
- 페르난도 레이
- 막스 폰 시도우
- 샤를 바넬
- 카를로 탬버라니
- 코라도 가이파
- 마리오 메니코니
- 알폰소 가토

## 제작진
- 미술: 안드레아 크리산티
- 의상: 엔리코 사바티니